# Суботич, Андрей
Андре́й Субо́тич (серб. Андреј Суботић; родился 30 августа 2006, Градишка) — боснийский и сербский футболист, полузащитник клуба «Чукарички».

## Клубная карьера
Выступал за футбольную академию боснийского клуба «Козара». В 2021 году присоединился к футбольной академии сербского клуба «Чукарички». Летом 2023 года продлил контракт с клубом до 2026 года. 20 июля 2024 года дебютировал в основном составе клуба «Чукарички» в матче сербской Суперлиги против клуба «Раднички» (Ниш).

## Карьера в сборной
В 2021 году выступал за сборную Боснии и Герцеговины до 15 лет.
Впоследствии начал выступать за сборные Сербии: до 16, до 17 и до 18 лет.
В 2023 году сыграл на юношеском чемпионате Европы в Венгрии, забив на турнире гол в четвертьфинальном матче против Польши.